# Agrupamento de Escolas de Condeixa-a-Nova
O Agrupamento de Escolas de Condeixa-a-Nova é constituído pelas escolas de Jardim de Infância, do 1º Ciclo, do 2º e 3º Ciclos e de Ensino Secundário do concelho de Condeixa-a-Nova.

## Jardins de Infância
São oito os jardins de infância que constituem este agrupamento.
- Escola Básica Nº1 de Condeixa-a-Nova
- Escola Básica Nº3 de Condeixa-a-Nova (Centro Educativo)
- Jardim de Infância de Anobra
- Jardim de Infância de Avenal
- Jardim de Infância de Ega
- Jardim de Infância de São Fipo
- Jardim de Infância de Sebal Grande

- Jardim de Infância de Venda da Luísa

## 1º Ciclo
São igualmente oito as escolas do 1º ciclo que constituem o Agrupamento de Escolas de Condeixa.
- Escola Básica 1º Ciclo de Anobra
- Escola Básica 1º Ciclo de Belide
- Escola Básica 1º Ciclo de Ega
- Escola Básica 1º Ciclo de Sebal Grande

- Escola Básica 1º Ciclo de Venda da Luísa
- Escola Básica 1º Ciclo de Eira Pedrinha
- Escola Básica Nº1 de Condeixa-a-Nova
- Escola Básica Nº3 de Condeixa-a-Nova (Centro Educativo)

## 2º e 3º Ciclos
- Escola Básica Nº2 de Condeixa-a-Nova[3]

## Secundário
- Escola Secundária Fernando Namora (Escola sede)[4]